# Син-Кэмигава (станция)
Станция Син-Кэмигава (яп. 新検見川駅 син кэмигава эки) — железнодорожная станция на линии Тюо-Собу, расположенная в городе Тиба префектуры Тиба. Станция была открыта 15 июля 1951 года.

## Планировка станции
Одна платформа островного типа и 2 пути.
| 1 | ■Линия Тюо-Собу | Ниси-Фунабаси, Кинситё, Акихабара, Синдзюку, Накано,Митака |
| 2 | ■Линия Тюо-Собу | Инагэ, Тиба                                                |

## Близлежащие станции
| «        |  | Линия          |  | »     |
| -------- |  | -------------- |  | ----- |
| Макухари |  | Линия Тюо-Собу |  | Инагэ |